# Minihof-Liebau
Minihof-Liebau é um município da Áustria localizado no distrito de Jennersdorf, no estado de Burgenland.